# 미스트리스 아메리카
《미스트리스 아메리카》(영어: Mistress America)는 2015년 개봉한 미국의 코미디 영화이다. 노아 바움백이 감독하고 바움백과 그레타 거윅이 공동 각본을 썼다. 그윅과 롤라 커크가 주연을 맡았다. 이 영화는 2015년 1월 24일 선댄스 영화제에서 초연되었고, 2015년 8월 14일 폭스 서치라이트 픽처스 배급으로 개봉되었다.

## 출연

### 주연
- 롤라 커크
- 그레타 거윅

### 조연
- 찰리 질레트
- 레베카 헨더슨
- 헤더 린드
- 매튜 쉐어
- 딘 위어햄
- 신디 청
- 마이클 체너스
- 쉐너 도디스웰
- 세스 배리쉬
- 줄리엣 브렛
- 캐스린 에브
- 클레어 폴리
- 레베카 나오미 존스

## 기타
- 프로듀서: 노아 바움백
- 프로듀서: 로드리고 테이세이라
- 프로듀서: 릴라 야코브
- 공동프로듀서: 오스카 보이슨
- 공동프로듀서: 엘리 부시
- 사운드슈퍼바이저: 폴 서